# 康奇塔·馬丁內斯
康奇塔·马丁内斯（1972年4月16日—），是一位西班牙職業網球運動員，在1988年轉職業。
她曾在1994年溫布頓網球錦標賽決賽，當時她以三盤比數擊敗一代網壇皇后玛蒂娜·纳芙拉蒂洛娃，而奪得唯一一個大滿貫錦標。
她也曾在1998年澳洲網球公開賽與2000年法國網球公開賽，獲得女子單打亞軍。
他的WTA單打排名最高為第2位（1995年10月30日），WTA雙打排名為7位（1993年1月11日）。
她的生涯一共獲得33個單打冠軍，13個雙打冠軍。

## 技術分析
马丁内斯用極端的上旋球在她的正手和較慢的上旋球和反手切球。她是一個具有耐心底線型球員，她透過旋轉、速度、深度、高度、角度破壞對手的節奏變化。她的一位主要對手描述他：她擁有“足夠的時間和精力，確保發球局與得分”。

## 大滿貫

### 女單冠軍 (1)
| 年度 | 賽事     | 場地 | 決賽對手     | 對手國籍 | 決賽成績      |
| 1994 | 温布尔登 | 草地 | 纳芙拉蒂洛娃 | 美国     | 6-4, 3-6, 6-3 |

### 女單亞軍 (2)
| 年度 | 賽事 | 場地 | 決賽對手 | 對手國籍 | 決賽成績 |
| 1998 | 澳網 | 硬地 | 辛吉斯   | 瑞士     | 6-3, 6-3 |
| 2000 | 法網 |      |          | 法國     | 6-2, 7-5 |

## WTA女單冠軍 （33）
- 1988年 (1) - ITF/Reggio Emilia-ITA、ITF/Castellon-ESP、ITF/Rocafort-ESP、索菲亞（Vitosha New Otani 公開賽）
- 1989年 (3) - 威靈頓經典賽、坦帕灣區（Erkerd 公開賽）、鳳凰城（Virgina Slams 亞利桑那州賽）
- 1990年 (3) - 巴黎（Clarins 開賽）、斯科茨代爾（Virgina Slams 亞利桑那州賽）、Virgina Slams印第安那波利斯賽
- 1991年 (3) - 巴塞隆拿（西班牙公開賽）、基茨比厄爾（Generali 公開賽）、巴黎（Clarins 公開賽）
- 1992年 (1) - 基茨比厄爾（Generali 公開賽）
- 1993年 (5) - 布里斯班（達能硬地錦標賽）、Virgina Slams 候斯頓賽、羅馬（意大利公開賽）、佛蒙特州斯卓頓山（美國女子硬地賽）、費城（Advanta 錦標賽）
- 1994年 (4) - 溫布頓、希爾頓頭島（家庭生活圈盃）、羅馬（意大利公開賽）、佛蒙特州斯卓頓山（美國女子硬地賽）
- 1995年 (6) - 希爾頓頭島、埃米莉島（博士倫錦標賽）、漢堡（公民盃）、羅馬（意大利公開賽）、加州圣迭戈（南加州公開賽）、洛杉磯（曼哈頓海灘）
- 1996年 (2) - 羅馬（意大利公開賽）、莫斯科（克里姆林盃）
- 1998年 (2) - 柏林（德國公開賽）、華沙（Warsaw Cup by Heros）
- 1999年 (1) - 索波特（Orange Prokom 波蘭公開賽）
- 2000年 (1) - 柏林（德國公開賽）
- 2005年 (1) - 泰國國家石油芭提雅公開賽

## 參看
- 1994年溫布爾登網球錦標賽
- 1998年澳洲網球公開賽
- 2000年法國網球公開賽

## 外部連結
- 康奇塔·馬丁內斯的国际女子网球协会官方資料（英文）
- 康奇塔·馬丁內斯的國際網球總會 職業／青少年 官方資料（英文）
- Fed Cup - Player profile - Conchita MARTINEZ (ESP) （页面存档备份，存于） （英文）
- Conchita MARTÍNEZ （英文）